# 傑克與豌豆
《傑克與豌豆》是一則英国童話，它是傑克最著名的故事。
1734年首次出現於《傑克‧史普林金與魔豆的故事》（The Story of Jack Spriggins and the Enchanted Bean），1807年時出現在班傑明·塔巴特（Benjamin Tabart）的版本《傑克與魔豆史話》（The History of Jack and the Bean-Stalk），但最普及的是約瑟夫·雅各布（Joseph Jacobs）的版本（1890年）。有看法認為，約瑟夫的版本可能比較接近口語流傳時的版本，因為班傑明的版本中含有說教勸世的內容，而口語流傳時的版本通常比較沒有這類成份。

## 情節
傑克是個與單親母親同住的少年，家中唯一的經濟來源是一頭乳牛。直到有一天，母牛已經老到無法生產牛奶賺錢，母親便叫傑克把牛牽到市場上去賣錢。在去市場的途中，傑克遇到了一位欲以「魔豆」交換乳牛的男人，而傑克也答應了。回到家後，母親發現傑克一毛錢也沒賺到，只換來的幾顆不明所以的豆子，盛怒之下把魔豆通通丟到外面，並命令傑克立刻上床睡覺。
一夜之間，魔豆長得飛快，傑克攀著延伸到天上的豆莖，進入了一個天上的世界，並闖入了巨人居住的房子和城堡。巨人回家後，他發現了家裡有「人味」，不過並沒有發現傑克。直到巨人沉沉睡去之後，傑克偷了一袋金幣，並原路逃離這個地方。
之後，傑克曾經回到巨人的住所兩次，並如法炮製在巨人睡著時偷了其他的財寶：一個會下金蛋的鵝（或雞）、以及一個會自動彈奏的豎琴。但是，在傑克想要帶著豎琴離開時，把巨人吵醒了，於是，巨人緊緊追趕傑克，傑克便叫母親拿斧頭把豆莖砍斷，讓巨人跌落至死。而傑克和母親便靠著從巨人那裡得到的財寶，過著幸福的日子。

## 外部連結

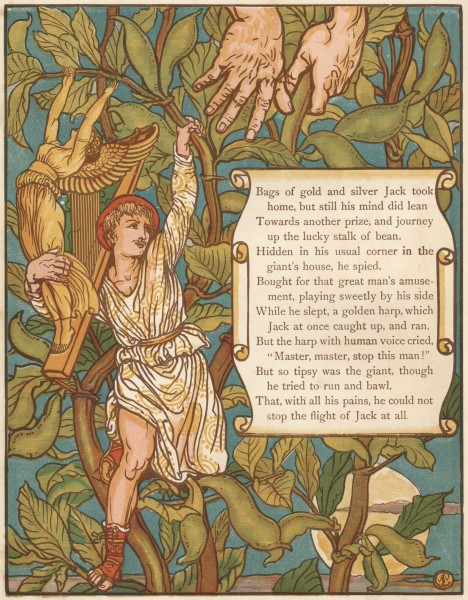
巨人順著豌豆莖追趕著偷走寶物的傑克

- Slavic origin of Jack and the beanstalk hypothesis[永久]
- Pantomime based on the fairytale of "Jack and the Beanstalk" （页面存档备份，存于）
- Jack and the Beanstalk Felt Story at Story Resources
- "Jack and the Beanstalk" at SurLaLune Fairy Tales — Annotated version of the fairy tale.
- Adult Pantomime based on the fairytale of "Jack and the Beanstalk"
- Jack tales in Appalachia — including "Jack and the Bean Tree"
- Children's audio story of Jack and the Beanstalk at Storynory
- Kamishibai (Japanese storycard) version （页面存档备份，存于） — in English, with downloadable Japanese translation
- The Disney version of Jack and the Beanstalkat
- Full text of Jack And The Bean-Stalk from "The Fairy Book" （页面存档备份，存于）
- Jack et le Haricot Magique - The Rock Musical by Georges Dupuis & Philippe Manca （页面存档备份，存于）
- Jack And The Beanstalk - Animation movie in 4K at Geetanjali Audios in collaboration with Film Art Music Entertainment Productions FAME Productions

## 相关
- 巨人杀手杰克
- 米奇与魔豆

Template:Jack